# Laßnitzthal
Laßnitzthal est une ancienne commune autrichienne du district de Weiz en Styrie.